# Trześń (powiat tarnobrzeski)
Trześń – wieś w Polsce, położona w województwie podkarpackim, w powiecie tarnobrzeskim, w gminie Gorzyce.
Przez miejscowość przebiega droga krajowa nr 77 z Lipnika do Przemyśla. Przez Trześń przepływa rzeka Trześniówka, która wzięła swą nazwę od tej miejscowości. Wieś zajmuje powierzchnię 1019,29 ha, co stanowi 14,74% powierzchni gminy Gorzyce. Przez wieś przebiega żółty szlak turystyczny z Sandomierza do Leżajska.

## Części wsi
| SIMC    | Nazwa       | Rodzaj     |
| ------- | ----------- | ---------- |
| 0791728 | Bazary      | część wsi  |
| 0791734 | Błonie      | część wsi  |
| 0791740 | Dębina      | część wsi  |
| 0791757 | Piekło      | część wsi  |
| 0791763 | Raj         | część wsi  |
| 0791770 | Sapy        | część wsi  |
| 0791786 | Za Wałem    | część wsi  |
| 0791800 | Zabrody     | przysiółek |
| 0791792 | Żabie Dołki | część wsi  |

## Pochodzenie
Osada Trześń wzięła swoją nazwę od drzew – czereśni, które w tym miejscu zwarcie występowały, wcześniejszą nazwę Trześnia – czereśnia wymienia Jan Długosz w Księdze majątków Diecezji Krakowskiej.
Dokładny czas powstania osady Trześń nie jest znany. Ocenia się, że powstała około 1100 roku, lecz odkryte cmentarzysko i znalezione przedmioty wskazują na działalność człowieka na tym terenie jeszcze w czasach prehistorycznych. Najstarsze ślady osadnictwa na terenach obecnej gminy Gorzyce datuje się na X tysiąclecie p.n.e. Z tego okresu pochodzą znaleziska narzędzi kamiennych w Trześni.
W Trześni około 1300 roku istniała kapelania, co potwierdza akt lokacyjny wsi Węgrzynowo z 1302 roku, który jako świadków wymienia m.in. Wita kapelana z Trześni. Pełne prawa parafii Trześń uzyskała między rokiem 1302 a 1325, w tych latach powstał tam również drewniany kościół. Fundatorem parafii był najprawdopodobniej ród rycerzy z Galowa, gdzie jeden z nich – Pełka występuje w dokumencie z roku 1365 jako dziedzic z Trześni. Do parafii w Trześni należały osady: Sokolniki, Nadbrzezie, Zarzykowice i Ostrów.
W 1365 roku w dokumencie z dnia 4 stycznia, Trześń została sprzedana przez dziedzicznego właściciela Pełkę z Galowa Rafałowi z Tarnowa.
Rafał Tarnowski, dbając o rozwój wsi, jeszcze w tym samym roku dokonał jej przeniesienia z prawa polskiego na prawo niemieckie.
Wiele informacji na temat Trześni w XV wieku przedstawia Jan Długosz w Księgach Majątkowych. Długosz pisze, że w Trześni istniał kościół drewniany pod wezwaniem św. Mikołaja, którego proboszczem w tamtym czasie był prezbiter Maciej. We wsi były zarówno łany kmiecie, jak i zagrodnicy, folwark rycerski i karczmy.
Średniowieczny okres dziejów Trześni zakończył się wraz ze śmiercią Jana Tarnowskiego. W dokumencie z 15 lutego 1508 roku Trześń odziedziczył jego najmłodszy syn – Spytek Tarnowski. W 1629 roku właścicielem wsi w powiecie sandomierskim województwa sandomierskiego był Michał Stanisław Tarnowski.
Okolice Trześni, ze względu na swe położenie w widłach Wisły i Sanu oraz między dwiema mniejszymi rzekami: Trześniówką i Łęgiem, stanowiły ważny teren strategiczny, wykorzystywany w celach obronnych. Był on również schronieniem dla mieszkańców lewobrzeżnej sandomierszczyzny podczas najazdów Tatarów, Rusinów, Jaćwingów i Litwinów w XV i XVI wieku. Natomiast w czasie potopu szwedzkiego w 1655 roku Stefan Czarniecki osaczył wojska Karola Gustawa między Gorzycami, Trześnią a Wrzawami. Fakt ten został nawet wspomniany w Potopie Henryka Sienkiewicza (w rozdziale VIII tomu III):
Obóz był bardzo obszerny, obejmował bowiem cały trójkąt, utworzony przez San i Wisłę. U wierzchołka trójkąta leżała Pniew; u podstawy Tarnobrzeg z jednej strony, Rozwadów z drugiej.[...]W samym środku okolicy, w Gorzycach, była kwatera królewska, tam też stały główne siły armii.
Lustracja dóbr królewskich województwa sandomierskiego w latach 1660–1664 wspomina, iż w Trześni funkcjonował młyn wodny o jednym kole mącznym.
W XVI i XVII wieku Trześń nadal pozostawała w rękach rodziny Tarnowskich, wchodząc w skład klucza dzikowsko-wielowiejskiego.
Podczas wojny polsko-austriackiej w 1809 roku w Trześni stacjonowały wojska Księstwa Warszawskiego. W dworku Tarnowskich w czerwcu 1809 roku swoją kwaterę miał książę Józef Poniatowski wraz z generałem Sokolnickim. W tym dworku również 8 czerwca 1809 roku otrzymał nominację na podporucznika Aleksander Fredro. 10 czerwca sztab generalski przeniósł się do Pniowa, a 12 rozegrała się Bitwa pod Wrzawami.
W czasie okupacji hitlerowskiej na terenie gminy Trześń istniały silne placówki Armii Krajowej, a także mniej liczne oddziały Batalionów Chłopskich i Narodowych Sił Zbrojnych. Najważniejszą akcją AK był atak na posterunek policji we Wrzawach.
Do 1954 roku istniała gmina Trześń. W latach 1975–1998 miejscowość należała administracyjnie do województwa tarnobrzeskiego.

## Rolnictwo
W Trześni występują w miarę dogodne warunki przyrodnicze dla produkcji rolnej, tj.:
- przewaga terenów równinnych,
- gleby dobrej jakości,
- długi okres wegetacyjny 210-220 dni,
- stabilna pogoda oraz klimat, który pozwala uprawiać większość roślin uprawnych.

Podstawowym kierunkiem w produkcji roślinnej jest uprawa roślin zbożowych i roślin okopowych. Występujące na terenie wsi gospodarstwa indywidualne cechują się dużym rozdrobnieniem. Ich właściciele oprócz pracy we własnych gospodarstwach, pracują również w pobliskich zakładach pracy.

## Przemysł
Na terenie miejscowości Trześń działa wiele podmiotów gospodarczych, w tym:
- 13 w branży usługowej,
- 4 w handlu,
- 15 w branży handlowo-usługowej,
- 6 w budownictwie,
- 7 cegielni,
- młyn,
- piekarnia,
- Gminna Spółdzielnia „Samopomoc Chłopska”.

Służba zdrowia
Na terenie miejscowości Trześń znajduje się ośrodek zdrowia w którym mieszkańcy są objęci opieką medyczną przez Zakład Opieki Zdrowotnej „ESKULAP”. Mieści się tam również gabinet stomatologiczny. Do dyspozycji mają również prywatne gabinety lekarskie i stomatologiczne oraz aptekę.

## Parafia i Kościół
Trześń obecnie jest jedną z parafii wchodzących w skład diecezji sandomierskiej. Parafia pod wezwaniem Świętej Rodziny erygowana została między 1302 a 1325 rokiem. Do parafii należą wierni z miejscowości: Furmany, Orliska, Sokolniki, Trześń. 
Obecnie istniejący kościół wybudowany został w latach 1893–1899, według projektu Jana Sas-Zubrzyckiego pod kierownictwem proboszcza ks. Józefa Witkowskiego . Ostatnie prace remontowe przy kościele wykonano w latach 1988–1989, aktualnie przeprowadzana jest konserwacja zabytkowych polichromii. Parafia posiada akta parafialne od 1785 roku.

## Placówki edukacyjne
W Trześni znajduje się Publiczna Szkoła Podstawowa im. Marii Konopnickiej w Trześni.

## Powódź tysiąclecia
Podczas powodzi w Europie 19 maja 2010 roku pękł wał na Wiśle w miejscowości Koćmierzów w powiecie sandomierskim, to spowodowało, że woda Wisły przerwała wały na Trześniówce w gminie Gorzyce. Przez 200-metrową wyrwę woda zalała między innymi Trześń.
Po ulewnych deszczach 4 czerwca 2010 roku, sytuacja się powtórzyła, woda z rzeki wylała się na Trześń i okoliczne miejscowości, przez nienaprawiony wał. Woda z rzeki Trześniówka bardzo naruszyła konstrukcje wałów.

## Media
Prasa
- Echo Dnia
- Tygodnik Nadwiślański
- Nowiny

Radio
- Radio Leliwa

Prasa internetowa
- Gorzyce24.pl